# Перелік ударів по житловій забудові під час російського вторгнення (серпень 2024)
Удари по житловій забудові України під час російсько-української війни — воєнний злочин, скоєний російськими військовими під час повномасштабного військового вторгнення в Україну.
У переліку подано інформацію про удари по житловій та громадській забудові, а також обстріли відкритої території у яких відомо про постраждалих цивільних. Подано інформацію про атаки протягом серпня 2024 року, яка була опублікована у відкритих джерелах.

## Загальна інформація
Згідно моніторингової місії ООН з прав людини в Україні відомо про 204 загиблих цивільних українців протягом серпня 2024 року.

### Руйнування населених пунктів прилеглих до лінії зіткнення
У населених пунктах які знаходяться біля лінії бойового зіткнення, постійно відбуваються обстріли житлової та іншої цивільної забудови (у тому числі медичних установ, навчальних закладів, комерційної забудови). Впродовж серпня 2024 року, обстріли відбувалися вздовж прикордонних громад Чернігівщини, Сумщини, та Харківщини, а також громад Запорізької, Дніпропетровської, Херсонської та Миколаївської областей із використанням ракет, безпілотників, мінометів, артилерії, реактивних систем залпового вогню, вогнем бронетехніки та стрілецької зброї.
Вздовж державного кордону:
- У Чернігівській області — Корюківська, Новгород-Сіверська, Семенівська, Сновська громади.
- У Сумській області — Білопільська, Великописарівська, Глухівська, Краснопільська, Миропільська, Новослобідська, Путивльська, Хотінська, Юнаківська громади.
- У Харківській області — Вільхуватська, Вовчанська, Дворічанська, Дергачівська, Золочівська, Липецька громади

Між тимчасово окупованою територією:
- У Харківській області — Борівська, Дворічанська, Ізюмська, Кіндрашівська, Куп'янська, Курилівська, Оскільська, Петропавлівська громади
- У Луганській області — Красноріченська, Лисичанська громади
- У Донецькій області — Званівська, Сіверська громади
- У Запорізькій області —
- У Херсонській області —
- У Миколаївській області —

## Перелік атак
Червоним кольором позначені атаки у яких відомо про загибель людей.
| дата і місце                                      | дата і місце                             | тип зброї            | подробиці атаки, жертви (загиблі/поранені)                                   | подробиці атаки, жертви (загиблі/поранені) |
| ------------------------------------------------- | ---------------------------------------- | -------------------- | ---------------------------------------------------------------------------- | ------------------------------------------ |
| 01/08                                             | Дніпропетровська обл., Нікополь          | артобстріл           | атаковано житлові багатоповерхівки, будинки, пожежну частину, заклади освіти | 2/1                                        |
| 01/08                                             | Харківська обл., Новоосинове             | авіабомбовий удар    | пошкоджені приватні будинки, господарчі споруди, авто                        | 2/2                                        |
| 01/08                                             | Харківська обл., Ізюм                    | Іскандер-М           | відомо про удар по залізничній станції                                       | 0/1                                        |
| 01/08                                             | Київська обл.                            | Shahed 136           | уламки дрона влучили у житловий будинок                                      | 0/2                                        |
| 02/08                                             | Харківська обл., Купʼянськ               | артобстріл           | обстріл житлового будинку                                                    | 1/1                                        |
| 02/08                                             | Донецька обл., Волноваха                 | артобстріл           | відомо про обстріл тимчасово окупованої Волновахи                            | 1/1                                        |
| 02/08                                             | Сумська обл.                             | БпЛА                 | атаковані приватні домоволодіння, газопровід, заклад освіти                  | 0/2                                        |
| 02/08                                             | Донецька обл., Мирноград                 | авіабомбовий удар    | було завдано авіабомбового удару по житловому кварталу                       | 0/3                                        |
| 03/08                                             | Харківська обл., Харківський р-н         | авіабомбовий удар    | відомо про два удари по Харківському району, без потраждалих                 | —                                          |
| 03/08                                             | Донецька обл., Покровськ                 | С-300                | ураження житлових багатоповерхівок, будинків, комерційної нерухомості        | —                                          |
| 04/08                                             | Донецька обл., Гродівка                  | авіабомбовий удар    | відомо про авіабомбовий удар по населеному пункту                            | 1/1                                        |
| 04/08                                             | Донецька обл., Покровськ                 | авіабомбовий удар    | відомо про два авіаудари бомбами УМПБ Д-30СН по житловій забудові міста      | 1/2                                        |
| 04/08                                             | Донецька обл., Українськ                 | РСЗВ                 | обстріл житлової забудови населеного пункту російською окупаційною армією    | 0/1                                        |
| 04/08                                             | Полтавська обл., Миргород                | Х-59                 | уражена залізнична інфраструктура та житлові будинки                         | —                                          |
| 05/08                                             | Миколаївська обл.                        | Shahed 136           | відомо про ураження уламками БпЛА домоволодінь у Миколаївській області       | —                                          |
| 05/08                                             | Миколаївська обл.                        | ракетний удар        | пошкоджено житлові будинки у сільській місцевості                            | —                                          |
| 06/08                                             | Харків                                   | Іскандер             | пошкоджені цивільні приміщення, поліклініка, авто                            | 1/12                                       |
| 07/08                                             | Херсонська обл.                          | артобстріл, авіаудар | внаслідок обстрілів пошкоджено 11 приватних будинків, 9 багатоквартирних     | 0/8                                        |
| 07/08                                             | Херсон                                   | артобстріл, авіаудар | внаслідок обстрілів пошкоджено 11 приватних будинків, 9 багатоквартирних     | 0/8                                        |
| 08/08                                             | Донецька обл., Костянтинівка             | артобстріл           | російська армія обстріляли квартал житлової забудови Костянтиніки            | 2/0                                        |
| 08/08                                             | Донецька обл., Селидове                  | авіабомбовий удар    | пошкоджено 20 багатоповерхівок, 6 адмінбудівель та 3 підприємства            | 2/11                                       |
| 08/08                                             | Сумська обл., Могриця                    | авіабомбовий удар    | російська окупаційна армія завдала авіаудару по цивільній інфраструктурі     | 2/0                                        |
| 08/08                                             | Сумська обл., Пушкарівка                 | авіабомбовий удар    | російська армія завдала удару по приватному житловому будинку                | 0/1                                        |
| 09/08                                             | Донецька обл., Костянтинівка             | ракетний удар        | відбулося влучання у супермаркет «Екомаркет», через що виникла пожежа        | 14/44                                      |
| 09/08                                             | Дніпропетровська обл., Нікополь          | артобстріл, БпЛА     | 3 багатоквартирні, 4 приватні будинки, газогін, лінія електропередач         | 0/3                                        |
| 10/08                                             | Харківська обл., Першотравневе           | артобстріл           | нічний удар по приватному будинку                                            | 2/1                                        |
| 11/08                                             | Київська обл., Броварський р-н           | KN-23                | влучання у житловий квартал, знищено приватний житловий будинок              | 2/3                                        |
| 11/08                                             | Донецька обл., Краматорськ               | РСЗВ                 | уражено приватні будинки, багатоповерхівки, інфраструктура, крамниці, АЗС    | 0/8                                        |
| 11/08                                             | Донецька обл., Покровськ                 | С-300                | атаковані приватні домоволодіння, багатоповерхівки, промислові об’єкти       | —                                          |
| 11/08                                             | Донецька обл., Рівне                     | С-300                | пошкоджено 2 інфраструктурні об'єкти, адмінбудівлю та підприємства           | —                                          |
| 11/08                                             | Донецька обл., Гришине                   | С-300                | пошкоджено 2 інфраструктурні об'єкти, адмінбудівлю та підприємства           | —                                          |
| 13/08                                             | Сумська обл., Краснопілля                | артобстріл           | відомо про загиблого цивільного від російських артобстрілів цивільної інф-ри | 1/0                                        |
| 13/08                                             | Суми                                     | авіаудар             | обстріляна лінія електромережі, газопровід, будівля лікарні, авто            | 0/1                                        |
| 13/08                                             | Чернігівська обл., Бахмач                | Shahed 136           | відомо про влучання у цивільну забудову та нежитлові споруди                 | —                                          |
| 14/08                                             | Одеса                                    | Іскандер             | ракетний удар по цивільній портовій інфраструктурі, поранено цивільних       | 0/2                                        |
| 15/08                                             | Харківська обл., Приколотне              | авіабомбовий удар    | уражено 7-поверхову будівлю цивільного підприємства, навчальний заклад       | 2/6                                        |
| 15/08                                             | Харківська обл., Золочів                 | авіабомбовий удар    | атаковано дитсадок, будинок культури, магазини, приватні будинки, установи   | 0/6                                        |
| 16/08                                             | Харківська обл., Приколотне              | артобстріл           | атаковане цивільне підприємство                                              | 0/6                                        |
| 17/08                                             | Суми                                     | Іскандер-К           | пошкоджені багатоквартирні будинки та ТЦ, приватні автомобілі                | 0/2                                        |
| 17/08                                             | Донецька обл., Краматорськ               | РСЗВ                 | житловий будинок, газопровід                                                 | 0/1                                        |
| 17/08                                             | Донецька обл., Мирноград                 | авіабомбовий удар    | влучання у недобудований девʼятиповерховий житловий будинок                  | 0/3                                        |
| 20/08                                             | Сумська обл., Юнаківка                   | авіабомбовий удар    | пошкоджено приватний будинок та господарчі споруди                           | 1/1                                        |
| 20/08                                             | Запорізька обл., Малокатеринівка         | артобстріл           | пошкоджено приватні будинки, сталось займання житлових споруд                | 1/1                                        |
| 20/08                                             | Сумська обл., Ямпіль                     | ракетний удар        | знищено приватний житловий будинок                                           | —                                          |
| 20/08                                             | Київська обл.                            | БпЛА, ракетний удар  | уламки збитих безпілотників та ракет пошкодили приватні житлові будинки      | —                                          |
| 21/08                                             | Миколаївська обл., Березнегуватський р-н | Іскандер-М           | пожежа фермерського господарства та житлових будинків                        | —                                          |
| 22/08                                             | Харківська обл., Богодухів               | артобстріл           | пошкоджено багатоквартирні та приватні житлові будинки                       | 1/8                                        |
| 23/08                                             | Донецька обл., Селидове                  | авіабомбовий удар    | пошкоджень зазнали освітній заклад та житлові будинки                        | —                                          |
| 23/08                                             | Запорізька обл.                          | авіаудар, БпЛА       | руйнування житлових будинків та об'єктів інфраструктури                      | —                                          |
| 24/08                                             | Херсон                                   | артобстріл           | руйнування житлових будинків внаслідок ворожих обстрілів                     | 3/2+                                       |
| 24/08                                             | Донецька обл., Костянтинівка             | артобстріл           | російська армія здійснила артобстріл житлових кварталів міста                | 5/6                                        |
| 24/08                                             | Донецька обл., Котлине                   | артобстріл           | відомо про обстріл цивільної інфраструктури і загибель цивільного            | 1/1                                        |
| 24/08                                             | Харківська обл., Новоосинове             | артобстріл           | внаслідок атаки горів приватний будинок                                      | 0/4                                        |
| 24/08                                             | Запорізька обл.                          | авіаудар, артобстріл | відомо про обстріли житлової забудови прифронтових населених пунктів         | —                                          |
| 24/08                                             | Запорізька обл., Гуляйполе               | артобстріл           | знищено музей-садибу родини Нестора Махна, побиті інші домоволодіння         | —                                          |
| 24/08                                             | Херсонська обл., Херсонський р-н         | артобстріл           | відомо про обстріли житлової забудови                                        | 0/2+                                       |
| 25/08                                             | Донецька обл., Краматорськ               | Іскандер-М           | влучання у готель з журналістами, пошкоджено багатоквартирний будинок        | 1/7                                        |
| 25/08                                             | Суми                                     | ракетний удар        | пошкоджено приватні житлові будинки, житлові багатоповерхівки                | 1/8                                        |
| 25/08                                             | Сумська обл., Свеса                      | авіабомбовий удар    | пошкоджено багатоквартирний будинок                                          | 2/2                                        |
| 25/08                                             | Херсон                                   | артобстріл, БпЛА     | обстріл житлових будинків, атака людей на вулицях і площах міста             | 3/2                                        |
| 25/08                                             | Харків                                   | ракетний удар        | обстріляно приватні житлові будинки                                          | 0/14                                       |
| 25/08                                             | Харківська обл., Балаклія                | ракетний удар        | обстріл житлових кварталів міста                                             | 0/14                                       |
| 25/08                                             | Харківська обл., Чугуїв                  | артобстріл           | пошкоджено покрівлі та скління вікон семи приватних будинків та авто         | 0/14                                       |
| Масований ракетний обстріл України 26 серпня 2024 |                                          |                      |                                                                              |                                            |
| 26/08                                             | Житомирська обл.                         | ракетний удар        | постраждали житлові будинки та об'єкти критичної інфраструктури              | 1/1                                        |
| 26/08                                             | Дніпропетровська обл., Дніпровський р-н  | ракетний удар        | влучання у об'єкт енергетики а також дачний кооператив                       | 1/0                                        |
| 26/08                                             | Дніпропетровська обл., Криворізький р-н  | ракетний удар        | влучання у об'єкт енергетики а також дачний кооператив                       | 1/0                                        |
| 26/08                                             | Луцьк                                    | Shahed 136           | удар безпілотника пошкоджено багатоквартирний будинок                        | 1/5                                        |
| 26/08                                             | Запорізька обл., Запорізький р-н         | Shahed 136           | влучання безпілотника чи обстріл приватного житлового будинку                | 1/1                                        |
| 26/08                                             | Київська обл.                            | ракетний удар        | відомо про влучання у два енергооб'єкти і понад 20 житлових будинків         | 0/3                                        |
| 26/08                                             | Полтавська обл., Лубенський р-н          | Shahed 136           | падіння БпЛА на приватний житловий будинок                                   | 0/1                                        |
| 26/08                                             | Одеська обл., Одеський р-н               | ракетний удар        | пошкоджена енергетична інфраструктура та приватні будинки                    | 0/7                                        |
| 26/08                                             | Миколаївська обл.                        | ракетний удар        | відомо про трьох поранених від обстрілів, без подробиць про влучання         | 0/3                                        |
|                                                   |                                          |                      |                                                                              |                                            |
| 26/08                                             | Дніпропетровська обл., Кривий Ріг        | ракетний удар        | ракетний удар по будівлі готелю                                              | 4/5                                        |
| 26/08                                             | Дніпропетровська обл., Нікополь          | артобстріл           | пошкоджено багатоквартирний будинок                                          | 1/6                                        |
| 26/08                                             | Херсон                                   | артобстріл, БпЛА     | атаковано багатоквартирний будинок, гуртожиток, приватні будинки, школу      | 0/8                                        |
| 27/08                                             | Харківська обл., Богодухів               | артобстріл           | обстріл житлових кварталів міста, автобусної зупинки                         | 1/8                                        |
| 27/08                                             | Дніпропетровська обл., Марганець         | РСЗВ                 | було обстріляно гаражний кооператив                                          | 1/0                                        |
| 27/08                                             | Херсонська обл.                          | артобстріл, БпЛА     | 8 приватних будинків                                                         | 2/14                                       |
| 28/08                                             | Донецька обл., Ізмайлівка                | авіабомбовий удар    | зруйновано приватний житловий будинок                                        | 4/0                                        |
| 28/08                                             | Донецька обл.                            | артобстріл           | відомо про обстріли житлових кварталів населених пунктів на Донеччині        | 5/6                                        |
| 28/08                                             | Дніпропетровська обл., Кривий Ріг        | ракетний удар        | відомо про удар по цивільній інфраструктурі                                  | 0/8                                        |
| 28/08                                             | Харківська обл., Куп'янськ               | авіабомбовий удар    | пошкоджено 43 багатоповерхових і приватних будинків                          | 0/21                                       |
| 29/08                                             | Дніпропетровська обл., Нікополь          | артобстріл           | уражено багатоквартирні будинки, газогін                                     | 1/6                                        |
| 29/08                                             | Донецька обл., Костянтинівка             | артобстріл           | пошкоджено 5 багатоповерхівок, приватний будинок, газогін                    | 1/8                                        |
| 29/08                                             | Донецька обл., Українськ                 | артобстріл           | пошкоджено житлові будинки                                                   | 0/2                                        |
| 29/08                                             | Харківська обл., Новоосинове             | РСЗВ                 | горів приватний житловий будинок                                             | 0/2                                        |
| 30/08                                             | Донецька обл., Курахове                  | РСЗВ                 | житлові багатоквартирні будинки                                              | 1/5                                        |
| 30/08                                             | Харків                                   | авіабомбовий удар    | удар по дитячому майданчику та житлових багатоповерхівках                    | 6/97                                       |
| 30/08                                             | Дніпропетровська обл., Нікополь          | артобстріл, БпЛА     | пошкоджено 15 приватних осель                                                | 0/4                                        |
| 31/08                                             | Харківська обл., Черкаська Лозова        | —                    | зруйновано та пошкоджено житлові будинки                                     | 2/11                                       |
| 31/08                                             | Харків                                   | авіабомбовий удар    | повністю зруйновали скління багатоповерхового житлового будинку              | 0/3                                        |
| 31/08                                             | Донецька обл., Покровськ                 | С-300                | пошкоджені будинки в центрі міста, готель, інфраструктурний об’єкт           | —                                          |